# John Bentinck, V duca di Portland
John Cavendish-Bentinck, V duca di Portland (Londra, 17 settembre 1800 – Londra, 6 dicembre 1879), è stato un nobile e politico inglese.
Noto per la sua eccentricità, visse una vita appartata, dedicandosi a opere di costruzione bizzarre come il labirinto di corridoi e stanze sotterranee della sua residenza di Welbeck Abbey.

## Biografia

### I primi anni
Nato a Londra, John era il figlio di William Bentinck, IV duca di Portland e di sua moglie, Henrietta, figlia del generale John Scott. Venne battezzato nella St George's Church di Hanover Square, il 30 settembre del 1800 coi nomi di William e John, quest'ultimo con cui divenne maggiormente noto. Era inoltre fratello di Charlotte Denison, futura moglie di Evelyn Denison, I visconte Ossington.
Il futuro duca venne educato privatamente con l'ausilio di tutori. Entrò nell'esercito nel 1818 col grado di alfiere nelle Foot Guards, venendo poi trasferito al 7th Light Dragoon Guards nel 1821, dove raggiunse il rango di capitano; infine venne trasferito al 2nd Life Guards nel 1823. In questi anni la sua salute cagionevole lo portò spesso a soffrire di letargia.

### La carriera
Nel 1824, all'improvvisa morte del fratello maggiore William Henry, ottenne dal padre il titolo di marchese di Titchfield e venne eletto al parlamento del Regno Unito per la costituente di King's Lynn, rimanendo in carica sino al 1826 quando per ragioni di salute rinunciò al suo incarico politico in favore di suo zio, lord William Bentinck.
Dal 1824 al 1834, fu inoltre capitano dei Royal West India Rangers, ma rimase posto a mezza paga e sinecura, sia per la sua salute cagionevole e sia per il fatto che tale reggimento era de facto stato posto in riserva dal 1819.
Dopo aver lasciato l'esercito, trascorse del tempo in Europa, cercando di curarsi al meglio: ai suoi malanni si erano aggiunte problematiche relative alla memoria a breve termine e una sciatica che lo accompagnò per tutta la sua vita.
Il 27 marzo 1854, alla morte di suo padre, gli succedette come quinto duca di Portland. Sebbene il titolo gli garantisse una posizione alla Camera dei lord, gli ci vollero tre anni per poter prendere parte alla sua prima seduta alla camera, facendo giuramento solenne il 5 giugno 1857. Egli ad ogni modo ebbe sempre poco interesse nella politica, pur sostenendo apertamente il partito Whig e l'operato di Robert Peel. Dal 1859 alla sua morte fu inoltre vice Lord Luogotenente del Nottinghamshire.

### Gli ultimi anni
Il duca morì il 6 dicembre 1879 nella sua residenza londinese, Harcourt House. Venne sepolto in una tomba semplice al Kensal Green Cemetery, a nord della capitale inglese. Come suo fratello minore, Henry William, anche John morì senza eredi maschi sopravvissutigli e pertanto alla sua morte il titolo di duca di Portland passò a suo cugino, William Cavendish-Bentinck.

## Eredi
Si ha ragione di credere che il duca abbia avuto in vita sua una figlia, Fanny (poi Fanny Lawson; 1855–1917), e forse anche due figli maschi, William (c. 1852–1870) e Joseph, tutti illegittimi. Come si deduce dalla sua corrispondenza, il duca ebbe numerose relazioni intime ma discrete durante la sua vita, anche se nella sua famiglia si pensava soffrisse di infertilità.

## Un personaggio eccentrico
Il duca era un personaggio fortemente chiuso di carattere e ben noto per la sua eccentricità; egli non desiderava incontrare le persone e non tenne mai ricevimenti nella sua casa. Impiegò centinaia di operai nelle sue opere di costruzione, ma gli impiegati non potevano rivolgergli la parola né interessarsi alle sue idee, pena il licenziamento; per sua esplicita richiesta egli doveva essere ignorato anche dai suoi contadini al suo passaggio. Alle porte principali dei suoi appartamenti aveva due cassette della posta, una per quella in entrata e una per quella in uscita. Solo al suo valletto personale era permesso di vederlo di persona nei suoi appartamenti e nemmeno al suo medico personale era consentito di entrarvi. I suoi lavoranti ricevevano le istruzioni da lui per iscritto.
I suoi affari venivano gestiti tutti via posta. Malgrado questo il duca seppe mantenere una fitta corrispondenza con numerosi amici e familiari quali, oltre a personaggi chiave del suo tempo come Benjamin Disraeli e Lord Palmerston. Il suo desiderio di reclusione dal mondo andò accentuandosi negli anni e, accompagnandosi questo al suo stile di vita, iniziarono a circolare delle notizie secondo le quali il duca era rimasto sfigurato, fosse pazzo o addirittura che tenesse delle orge nella sua abitazione. Malgrado ciò sia i resoconti dei contemporanei che le fotografie che di lui ci sono pervenute lo presentano come una persona sui generis ma assolutamente normale.
Usciva prevalentemente di notte, preceduto da un servo con una lanterna che era posto a 40 metri da lui. Se era costretto ad uscire di giorno, il duca indossava due soprabiti, un cilindro molto alto, un collo di camicia molto alto e portava con sé un ombrello molto ampio cercando di nascondersi dal prossimo.

## Il progetto di Welbeck Abbey
Il duca si interessò particolarmente alla ristrutturazione e all'ampliamento della sua residenza di Welbeck Abbey. Quest'opera gli costò grandi somme di denaro e l'impiego di molta manodopera stipendiata a sue spese. Malgrado la sua eccentricità, i rapporti di lavoro tra il duca e le persone impiegate furono buoni al punto da fargli guadagnare il soprannome di "amico dei lavoratori".
Nei terreni circostanti la villa, fece realizzare una cucina all'aperto e un vasto terrapieno ove piantare un frutteto protetto da mura per la coltivazione di pesche. Sempre all'esterno del complesso fece costruire delle nuove stalle per ospitarvi fino a 100 cavalli, pur non amando particolarmente cavalcare. Fece realizzare una pista da pattinaggio all'interno della propria abitazione e ne incoraggiò l'uso da parte del suo staff.
Il duca apportò modifiche stravaganti anche all'interno di Welbeck Abbey] le stanze vennero private del mobilio, delle tappezzerie e dei quadri che vi si trovavano, i quali vennero stoccati altrove. Egli occupava un appartamento composto da cinque stanze poste nell'ala ovest della magione con pochi mobili spartani. Al 1879, la villa era in stato di semi-abbandono ad eccezione delle stanze abitate dal duca.

### I corridoi sotterranei

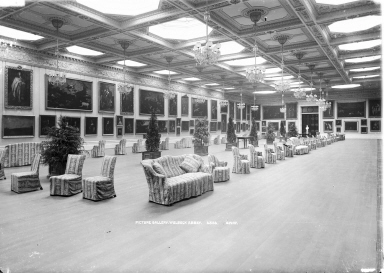
La grande galleria sotterranea che ospita la collezione d'arte dei duchi di Portland, voluta da John Bentinck

Il padre del duca, credendo ad un certo punto di trovarsi a corto di legno di quercia, aveva fatto piantare centinaia di esemplari nei suoi terreni. John utilizzò tale legno per costruire un complesso sistema di stanze e tunnel sotto la propria abitazione, andando a costituire un autentico labirinto che ben si adattava alla sua volontà eccentrica di rifuggire il giorno per ricercare la notte, isolandosi dal mondo per stare lontano da occhi indiscreti. Questo percorso, della lunghezza totale di quasi 24 km, connetteva tra loro diversi ambienti apogei come ad esempio la casa e le stalle, con uno spazio sufficiente perché un gruppo di persone potesse camminarvi insieme all'interno, fianco a fianco. Un altro tunnel di quasi 2,5 km connetteva l'abitazione del guardiano con la South Lodge ed era grande abbastanza da ospitare la corsa di due carrozze. Questi tunnel di notte potevano essere illuminati grazie ad un impianto di luce a gas che il duca aveva predisposto appositamente.
Le camere sotterranee a cui questi tunnel erano connessi, erano tutte dipinte di rosa incluso un grande salone di 48 metri di lunghezza per 19 di larghezza che venne originariamente costruito per essere una cappella, ma che venne poi utilizzato per ospitarvi la collezione d'arte dei duchi di Portland e poi come sala da ballo dopo la morte del quinto duca. Questa sala da ballo disponeva di un ascensore idraulico in grado di trasportare venti persone dalla superficie passando per il soffitto, all'interno di un'area dipinta a rappresentare il sorgere del sole. Il duca comunque non utilizzò mai tali sale per organizzare feste o balli.
Tra le sale sotterranee vi era anche una biblioteca lunga 76 metri lineari ed un osservatorio con un grande tetto di vetro, oltre ad una grande sala da biliardo.

## Il caso Druce
Nel 1897, una vedova di nome Anna Maria Druce disse che il duca era in realtà l'uomo con cui si era sposata, che si faceva chiamare Thomas Charles Druce, e che era stato dato per morto nel 1864. La donna sostenne che suo marito altri non era che l'alter ego del duca che egli aveva ad un certo punto deciso di far morire per tornare ad una vita reclusa. La donna, che riteneva che i suoi figli fossero i legittimi eredi dei possedimenti del duca, giunse a richiedere il permesso per aprire la tomba del marito all'Highgate Cemetery.
Indagini sul caso portarono a scoprire che i figli di Druce vivevano in realtà in Australia, e Anna Maria Druce venne posta in un manicomio nel 1903. Il caso si ingigantì anche oltre la figura del duca di Portland, dal momento che poi Herbert Druce, figlio che Thomas Charles Druce aveva avuto con la sua seconda moglie, denunciò Anna Marie per aver diffamato la memoria di suo padre. Inoltre la corte precisò per correttezza che, se anche il duca fosse stato il padre di Herbert, egli non sarebbe comunque stato eleggibile ad ereditare i beni dei Bentinck in quanto nato fuori dal matrimonio dei suoi supposti genitori.
Per sedare ogni dubbio, il 30 dicembre 1907, sotto la supervisione dell'ispettore Walter Dew la tomba di Druce venne aperta e venne trovato all'interno il suo corpo, chiaramente identificabile.

## Ascendenza
|                                                        |             |                                                   | Genitori                                           |  |  | Nonni |  |  | Bisnonni                              |  |  | Trisnonni                          |  |
|                                                        |             |                                                   |                                                    |  |  |       |  |  | William Bentinck, II duca di Portland |  |  | Henry Bentinck, I duca di Portland |  |
|                                                        |             |                                                   |                                                    |  |  |       |  |  | William Bentinck, II duca di Portland |  |  | Henry Bentinck, I duca di Portland |  |
|                                                        |             | lady Elizabeth Noel                               |                                                    |  |  |       |  |  | William Bentinck, II duca di Portland |  |  |                                    |  |
| William Henry Cavendish-Bentinck, III duca di Portland |             |                                                   |                                                    |  |  |       |  |  | William Bentinck, II duca di Portland |  |  |                                    |  |
|                                                        |             | lady Margaret Cavendish Harley                    | Edward Harley, II conte di Oxford e conte Mortimer |  |  |       |  |  |                                       |  |  |                                    |  |
|                                                        |             | lady Margaret Cavendish Harley                    | Edward Harley, II conte di Oxford e conte Mortimer |  |  |       |  |  |                                       |  |  |                                    |  |
|                                                        |             | lady Margaret Cavendish Harley                    | lady Henrietta Cavendish Holles                    |  |  |       |  |  |                                       |  |  |                                    |  |
| William Bentinck, IV duca di Portland                  |             | lady Margaret Cavendish Harley                    |                                                    |  |  |       |  |  |                                       |  |  |                                    |  |
|                                                        |             | William Cavendish, IV duca di Devonshire          | William Cavendish, III duca di Devonshire          |  |  |       |  |  |                                       |  |  |                                    |  |
|                                                        |             | William Cavendish, IV duca di Devonshire          | William Cavendish, III duca di Devonshire          |  |  |       |  |  |                                       |  |  |                                    |  |
|                                                        |             | William Cavendish, IV duca di Devonshire          | Catherine Hoskins                                  |  |  |       |  |  |                                       |  |  |                                    |  |
| lady Dorothy Cavendish                                 |             | William Cavendish, IV duca di Devonshire          |                                                    |  |  |       |  |  |                                       |  |  |                                    |  |
|                                                        |             | Charlotte Elizabeth Boyle, marchesa di Hartington | Richard Boyle, III conte di Burlington             |  |  |       |  |  |                                       |  |  |                                    |  |
|                                                        |             | Charlotte Elizabeth Boyle, marchesa di Hartington | Richard Boyle, III conte di Burlington             |  |  |       |  |  |                                       |  |  |                                    |  |
|                                                        |             | Charlotte Elizabeth Boyle, marchesa di Hartington | lady Dorothy Savile                                |  |  |       |  |  |                                       |  |  |                                    |  |
| John Bentinck, V duca di Portland                      |             | Charlotte Elizabeth Boyle, marchesa di Hartington |                                                    |  |  |       |  |  |                                       |  |  |                                    |  |
|                                                        | David Scott | David Scott                                       |                                                    |  |  |       |  |  |                                       |  |  |                                    |  |
|                                                        | David Scott | David Scott                                       |                                                    |  |  |       |  |  |                                       |  |  |                                    |  |
|                                                        | David Scott | Elizabeth Ellis                                   |                                                    |  |  |       |  |  |                                       |  |  |                                    |  |
| John Scott                                             | David Scott |                                                   |                                                    |  |  |       |  |  |                                       |  |  |                                    |  |
|                                                        |             | Lucy Gordon                                       | sir Robert Gordon, III baronetto                   |  |  |       |  |  |                                       |  |  |                                    |  |
|                                                        |             | Lucy Gordon                                       | sir Robert Gordon, III baronetto                   |  |  |       |  |  |                                       |  |  |                                    |  |
|                                                        |             | Lucy Gordon                                       | Elizabeth Dunbar                                   |  |  |       |  |  |                                       |  |  |                                    |  |
| Henrietta Scott                                        |             | Lucy Gordon                                       |                                                    |  |  |       |  |  |                                       |  |  |                                    |  |
|                                                        |             | Robert Dundas, lord Arniston                      | Robert Dundas, lord Arniston                       |  |  |       |  |  |                                       |  |  |                                    |  |
|                                                        |             | Robert Dundas, lord Arniston                      | Robert Dundas, lord Arniston                       |  |  |       |  |  |                                       |  |  |                                    |  |
|                                                        |             | Robert Dundas, lord Arniston                      | Elizabeth Watson                                   |  |  |       |  |  |                                       |  |  |                                    |  |
| Margaret Dundas                                        |             | Robert Dundas, lord Arniston                      |                                                    |  |  |       |  |  |                                       |  |  |                                    |  |
|                                                        |             | Henrietta Carmichael                              | sir James Carmichael                               |  |  |       |  |  |                                       |  |  |                                    |  |
|                                                        |             | Henrietta Carmichael                              | sir James Carmichael                               |  |  |       |  |  |                                       |  |  |                                    |  |
|                                                        |             | Henrietta Carmichael                              | Margaret Baillie                                   |  |  |       |  |  |                                       |  |  |                                    |  |
|                                                        |             | Henrietta Carmichael                              |                                                    |  |  |       |  |  |                                       |  |  |                                    |  |